# Рюле, Отто
О́тто Рю́ле (нем. Otto Rühle; 23 октября 1874, Гросширма, Германия, — 24 июня 1943, Мехико, Мексика) — немецкий левый коммунист, активно выступал против Первой и Второй мировых войн, наряду с Карлом Либкнехтом, Розой Люксембург, Францем Мерингом и другими стоял у основания группы и журнала «Интернационал», ставшими выразителями идей революционного интернационализма, и «Союза Спартака» в 1916 году.
«Союз Спартака» занял независимую позицию по отношению к ленинизму, за что подвергся нападкам большевиков (за несогласованность действий). После того, как Карл Либкнехт и Роза Люксембург были убиты в 1919 году, Рюле оставался в оппозиции немецкого рабочего движения, развивая ранний критический анализ большевизма, и раннюю оппозицию фашизму. Рюле видел в Советском Союзе форму государственного капитализма, схожего с фашизмом. Он видел в ленинизме форму ниспровержения царизма, но не более. Независимо от первоначальных намерений большевиков, фактически результат их деятельности, много больше походил на итог европейских буржуазных революций, чем на пролетарскую революцию:
«Это различие между головой и телом, между интеллектуалами и рабочими, чиновниками и подчиненными, соответствует раздвоенности классового общества. Один класс образован, чтобы управлять; другой, чтобы управляться. Организация Ленина — только точная копия буржуазного общества. Его революция объективно определена силами, которые создают общественный строй, включающий эти классовые отношения, независимо от субъективных целей, сопровождающих этот процесс».
Рюле также уделял большое внимание организационной форме революции, заявляя, что «революция не партийное дело», и выступая за создание фабричных советов под управлением рабочих.
В 1921 году женился на Алисе Герштель.
В антибольшевистском коммунизме Пауль Маттик описывает Рюле как образцового радикала в пределах немецкого рабочего движения, которое стало косным в различных «официальных» структурах. С апреля 1937 года Рюле был членом комиссии Дьюи, которая оправдала Льва Троцкого от всех обвинений, сделанных во время московских процессов.
Летом 1932 года Рюле с женой покинул Германию и обосновался в Праге. По протекции зятя с 1935 года Рюле работал советником мексиканского министерства образования. В 1936 году супруга Рюле приехала к нему в Мехико.
Умер от болезни сердца. Жена покончила жизнь самоубийством в тот же день.

## Сочинения
- Основные вопросы организации (1921)
- Бегство в буддизм (1925)
- Борьба с фашизмом начинается с борьбы против большевизма (1939)